# Every Breath You Take: the Singles
Every Breath You Take: the Singles è la prima raccolta del gruppo musicale britannico The Police, pubblicata nel 1986. Nel 1990 fu ripubblicato in Nuova Zelanda, Australia e Spagna con il titolo Their Greatest Hits e una copertina differente.
L'album raggiunge la prima posizione nel Regno Unito ed in Nuova Zelanda, la quarta in Australia e la settima nella Billboard 200.

## Tracce
Testi e musiche di Sting.
1. Roxanne – 3:11
2. Can't Stand Losing You – 2:47
3. So Lonely – 4:47
4. Message in a Bottle – 4:50
5. Walking on the Moon – 5:01
6. Don't Stand So Close to Me '86 – 4:40
7. De Do Do Do, De Da Da Da – 4:06
8. Every Little Thing She Does Is Magic – 4:19
9. Invisible Sun – 3:44
10. Spirits in the Material World – 2:58
11. Every Breath You Take – 4:13
12. King of Pain – 4:57
13. Wrapped Around Your Finger – 5:14

## Every Breath You Take: the Classics
Nel 1995, la A&M pubblicò Every Breath You Take: the Classics per rimpiazzare l'album originale. Questa nuova compilation vede una lista tracce leggermente diversa: la versione originale di Don't Stand So Close To Me sostituisce il remix del 1986 alla traccia 5, quest'ultima è inserita alla posizione 13; un New Classic Rock Mix di Message in a Bottle è stato inserito alla posizione 14. Le successive versioni DTS e SACD dell'album, pubblicate rispettivamente nel 2000 e nel 2003, includono una versione inedita di De Do Do Do, De Da Da Da.

## Formazione
- Sting - voce principale, basso
- Andy Summers - chitarra, cori
- Stewart Copeland - batteria